# 디요라 켈디요로바
디요라 바흐티요로브나 켈디요로바(우즈베크어: Diyora Baxtiyorovna Keldiyorova, 러시아어: Диёра Бахтиёровна Келдиёрова, 1998년 7월 13일~)는 우즈베키스탄의 유도 선수로 2024년 하계 올림픽 하프라이트급에서 금메달을 획득했다. 1994년 동계 올림픽 금메달리스트인 리나 체랴조바의 뒤를 이어 두번째로 올림픽 금메달을 획득한 우즈베키스탄 여성 선수이며 하계 올림픽에서 금메달을 획득한 최초의 우즈베키스탄 여성 선수이다. 또한 세계 유도 선수권 대회에서 은메달 2개, 동메달 1개를 획득했다.